# منتخب جزر كوك لكرة القدم للسيدات
منتخب جزر كوك الوطني لسباعيات الرغبي للسيدات (بالإنجليزية: Cook Islands women's national football team)‏ هو ممثل جزر كوك الرسمي في المنافسات الدولية في كرة القدم للسيدات، يديريه اتحاد جزر كوك لكرة القدم.